# Velleia parvisepta
Velleia parvisepta är en tvåhjärtbladig växtart som beskrevs av Carolin. Velleia parvisepta ingår i släktet Velleia och familjen Goodeniaceae. Inga underarter finns listade i Catalogue of Life.